# Guy Lago
Guy Alain Lago (ur. 16 marca 1997) – iworyjski zapaśnik walczący w stylu wolnym. Zajął dwunaste miejsce na igrzyskach afrykańskich w 2019 i trzynaste w 2023. Piąty na mistrzostwach Afryki w 2022. Siódmy na igrzyskach solidarności islamskiej w 2017. Brązowy medalista igrzysk frankofońskich w 2023. Trzeci na mistrzostwach Afryki juniorów w 2016 roku. 